# Golfinho-pintado-do-atlântico
O golfinho-pintado-do-atlântico (Stenella frontalis) é um cetáceo da família Delphinidae encontrado nas águas temperadas e tropicais do Oceano Atlântico.

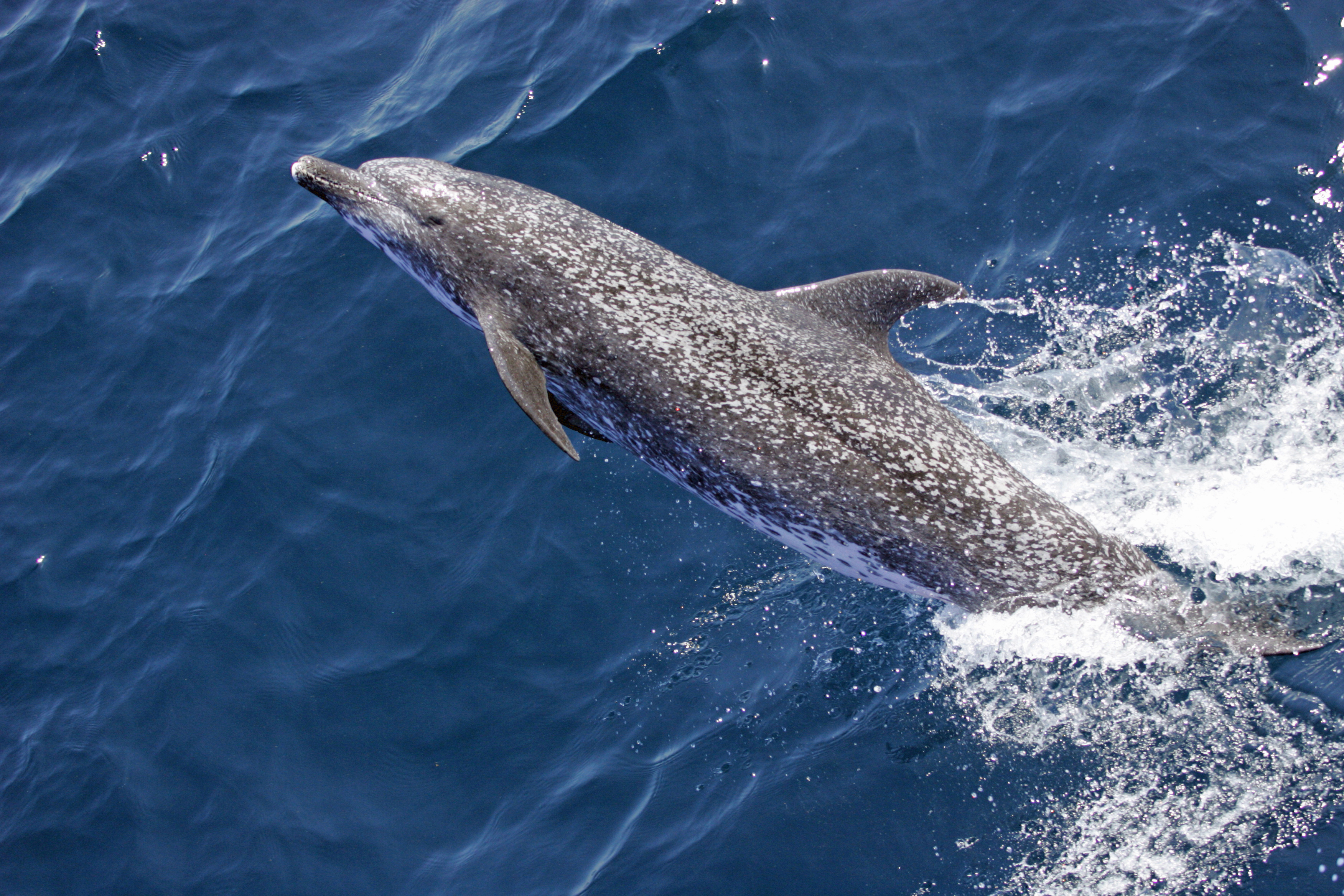
Golfinho-pintado-do-atlântico (Stenella frontalis)

## Etimologia
A origem do termo golfinho-pintado-do-atlântico deve-se às manchas esbranquiçadas presentes na pele do animal, somada ao fato da espécie ser endêmica do Oceano Atlântico. O gênero da espécie, Stenella,  é uma palavra de origem grega, steno, sendo o diminutivo de estreito. A palavra frontalis é um termo do latim que significa testa/fronte.
A espécie apresenta inúmeros nomes populares, entre eles: golfinho-manchado, golfinho-manchado-da-corrente-do-golfo, boto-manchado e boto-de-Cuvier.

## Taxonomia e Sistemática

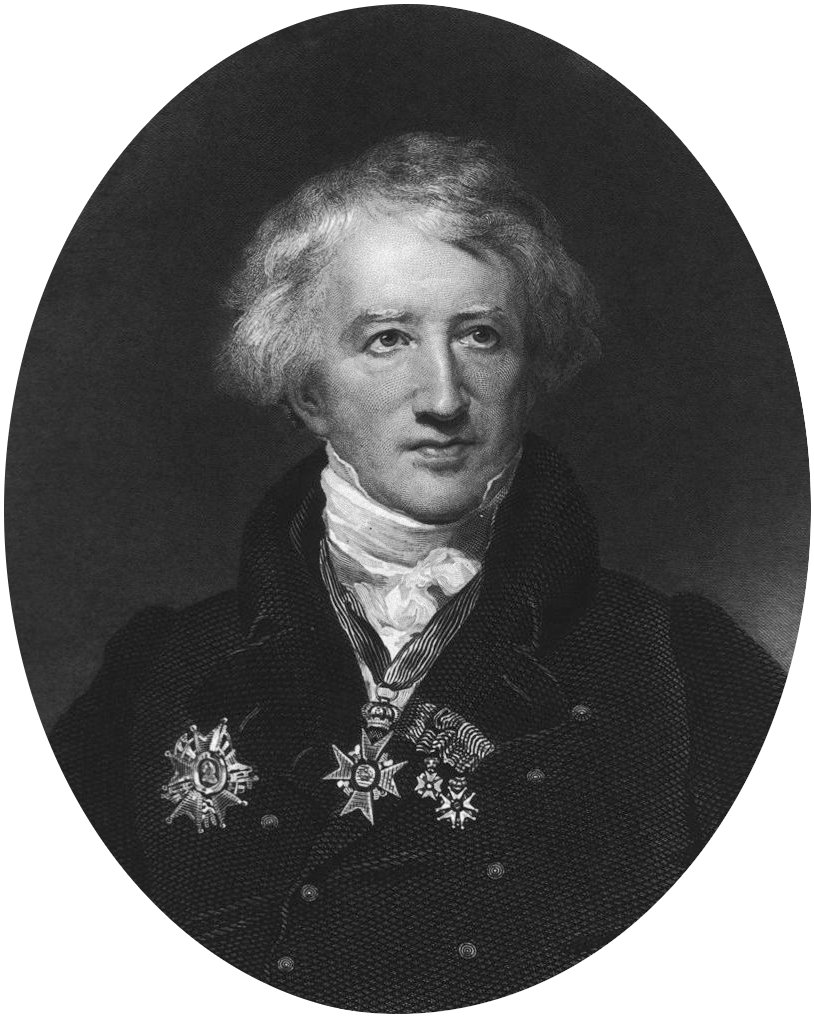
Georges Cuvier, 1769 - 1832

Em 1812 a espécie foi eventualmente reconhecida por G. Cuvier, como Delphinus dubius, contudo, a validação de sua história taxonômica se deu em 1829 com a descrição de Cuvier, baseada em uma espécie de Cabo Verde, na África Ocidental. Desse modo, nomeando-a como  Stenella frontalis.
A ampla variação geográfica do golfinho-pintado-do-atlântico, resultou em uma má identificação das espécies e uma confusão taxonômica. Por muitos anos, a taxonomia do golfinho-manchado-do-atlântico foi confundida com a espécie Stenella attenuata (golfinho-manchado-pantropical). Embora haja semelhança entre os crânios de ambas as espécies, a partir de análise filogenética, foi constatado que não há familiaridade.

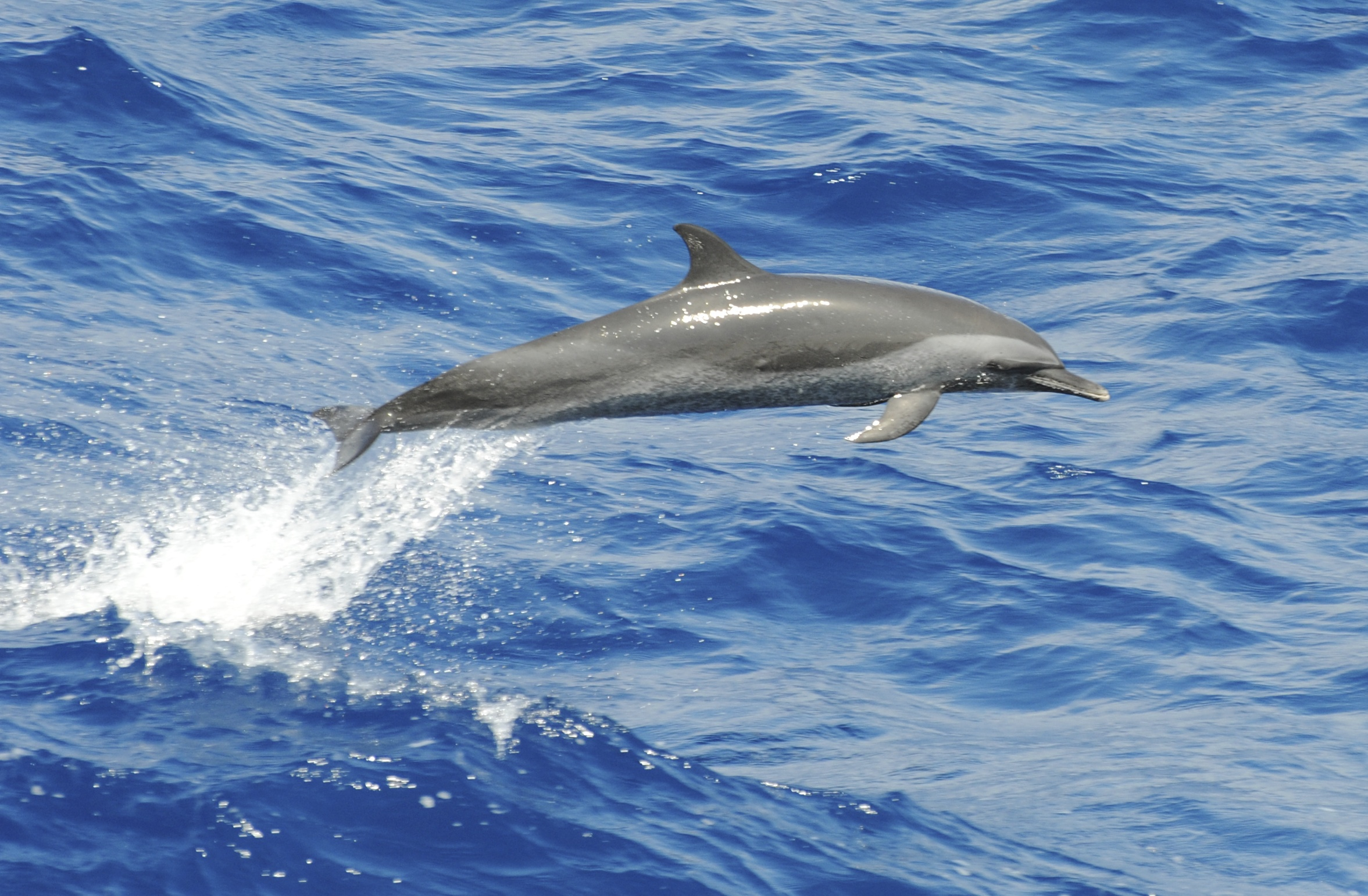
Stenella attenuata (golginho-manchado-pantropical)

As costas marinhas do Atlântico possuem uma grande concentração de golfinho-pintado-do-atlântico, enquanto há uma proporção bem inferior na Corrente do Golfo e no Atlântico Norte Central.
Pesquisas moleculares indicam que o gênero “Stenella” é parafilético, assim, a sub família Delphininae, à qual a espécie pertence atualmente, pode passar por uma reestruturação ao longo dos próximos anos, podendo ser atribuída a um gênero diferente.
Alguns estudos sugerem que há uma relação de proximidade com a espécie Tursiops truncatus, conhecida como golfinho-de-nariz-de-garrafa, do Oceano Indo-Pacífico.

## Morfologia e Distribuição

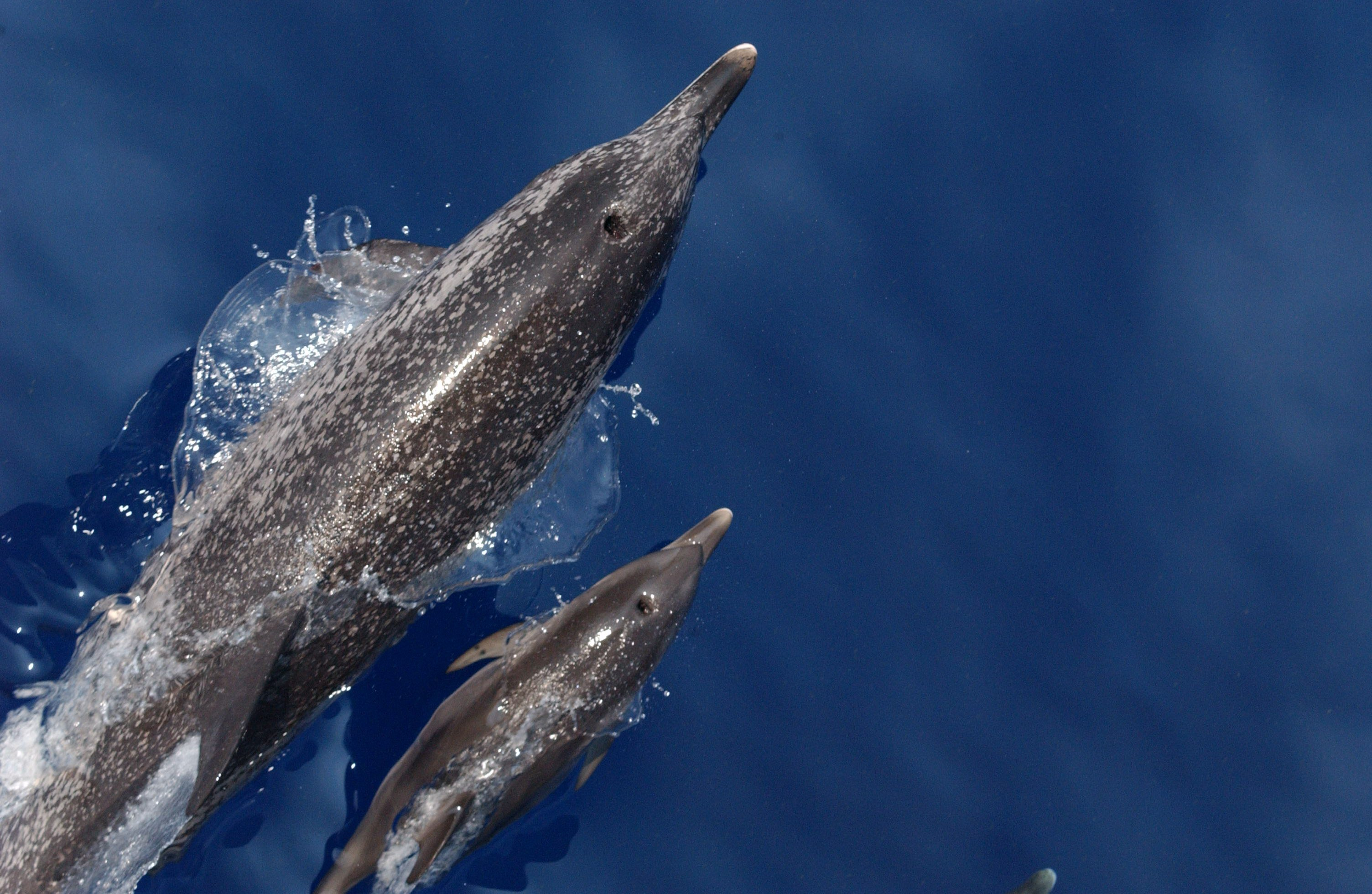
Stenella frontalis

O golfinho-pintado-do-Atlântico possui duas formas distintas, uma de corpo mais robusto e mais manchado é encontrado ao longo da costa dos dois lados do Atlântico, a outra forma, mais delicada e menos manchada ou até mesmo completamente sem manchas  é encontrada no Golfo do México e no Atlântico Norte.
Os filhotes nascem sem manchas, com uma coloração que varia nos tons acinzentados no dorso e com áreas esbranquiçadas no ventre. As manchas começam a aparecer entre 2 e 6 anos de vida, aumentando em tamanho e volume até os 16 anos.
Possui bico considerado médio, bem acentuado no melão (estrutura abaixo do orifício nasal). A nadadeira dorsal é alta e de forma falcada. Os adultos podem chegar até 229 cm de comprimento e pesar até 143 kg. Possuem de 32 até 42 dentes na mandíbula superior e de 30 a 40 na mandíbula inferior.

## Ecologia
Nas Bahamas, esses animais habitam águas rasas (6 a 12 m). Sua dieta varia entre peixes  epipelágicos e mesopelágicos de pequeno a grande porte, lulas e invertebrados bênticos, como crustáceos e moluscos, sua dieta provavelmente varia entre as formas que habitam a área costeira do Atlântico e a que habita o Golfo do México. Os únicos predadores conhecidos são os tubarões, porém, provavelmente esses animais também são predados pelas orcas (Orcinus orca) e outros pequenos cetáceos dentados.

## Comportamento

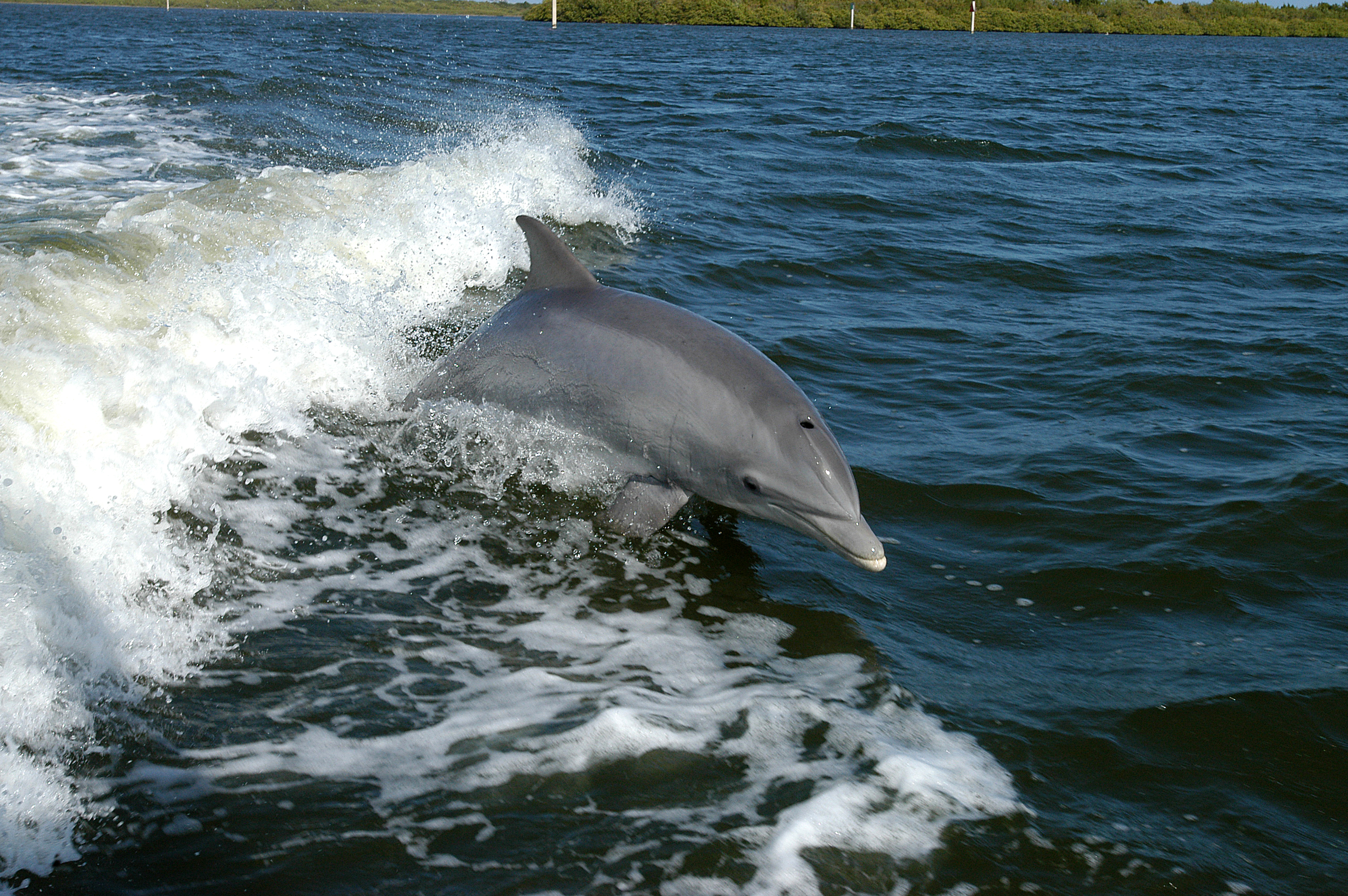
Golfinho-de-nariz-garrafa

A espécie mergulha até, aproximadamente, 60 metros, os mais longos mergulhos duram até 6 minutos de acordo com registros, apesar da capacidade, esses animais preferem ficar em profundidades com menos de 10 metros. Estudos comportamentais realizados nas Bahamas identificaram uma relação próxima da espécie com os golfinhos-de-nariz-de-garrafa (Tursiops truncatus) durante atividades forrageiras e migrações. Os grupos possivelmente são divididos por idade e sexo, podendo chegar até 100 indivíduos. Grupos da espécie já foram vistos associados com atuns, outros cetáceos e aves marinhas em grandes grupos de caça.

## Histórico da Espécie
Pouco se sabe do histórico da espécie, a partir de um acompanhamento realizado no Brasil com 44 espécimes, foi possível mensurar que a espécie vive aproximadamente 23 anos, chegando a seu comprimento máximo aos 20 anos. As fêmeas atingem a maturidade sexual entre 8 e 15 anos. Possuem intervalo de gestação de 3 anos e cuidado parental próximo até 5 anos.

## Conservação

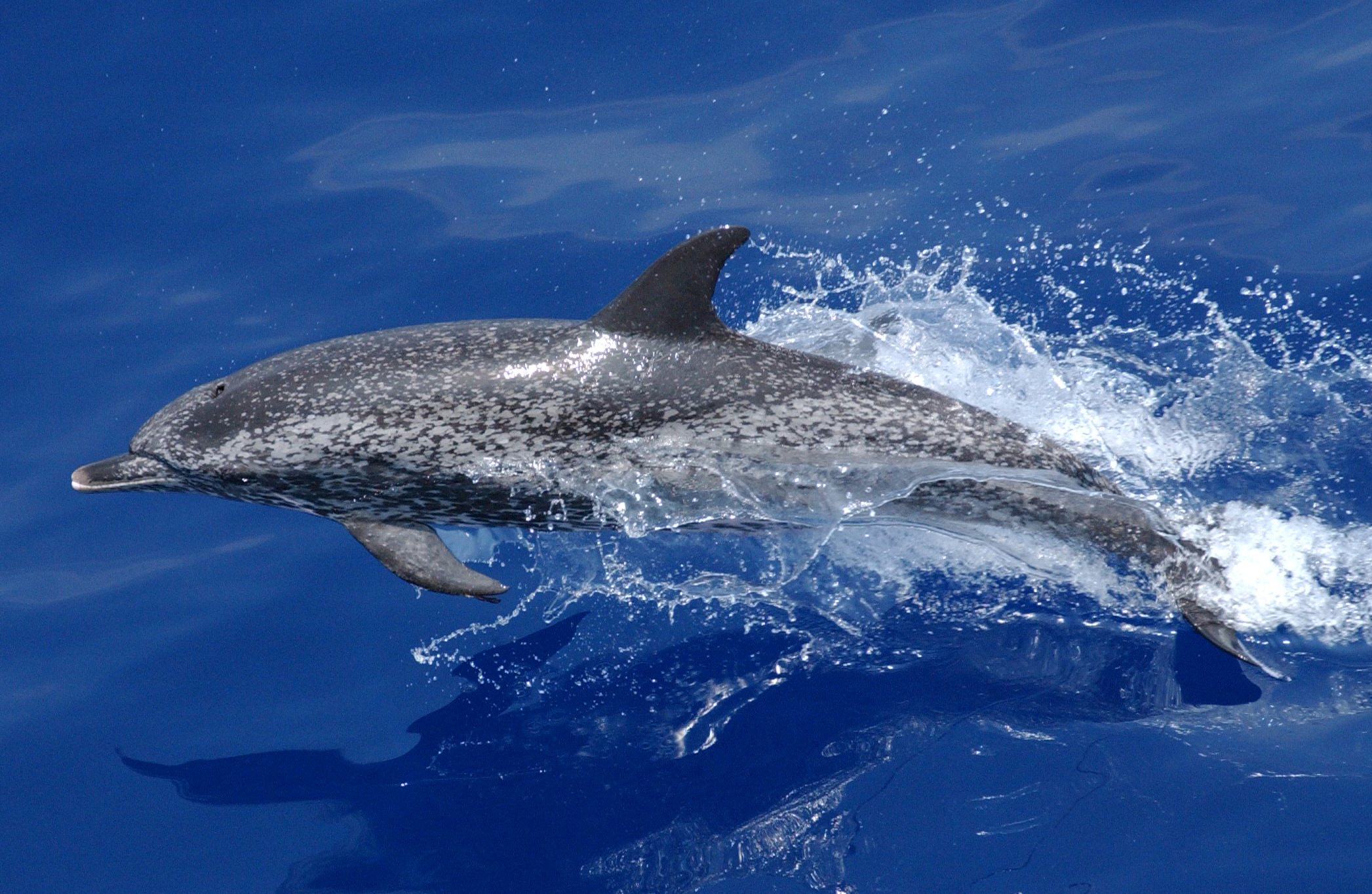
Stenella frontalis

Apesar de estar na categoria “pouco preocupante” na lista vermelha da IUCN (União Internacional para a Conservação da Natureza), o golfinho-pintado-do-atlântico está sujeito a diversas ameaças, sendo que a principal delas é a captura acidental em pescarias. De acordo ainda com a IUCN, apesar de no Brasil as taxas de captura acidental da espécies serem mais baixas, pode haver imprecisão dos números obtidos nas áreas de distribuição.
Um exemplo de como a pescaria é a principal ameaça para a espécie Stenella frontalis pode ser demonstrado em um evento documentado no país Mauritânia, na África, em 1995, quando por conta da captura acidental em uma pescaria local, 125 golfinhos-pintados-do-atlântico foram encontrados mortos ao longo da costa norte da capital do país.
Outra possível ameaça para a espécie é a caça, que ocorre em pequena escala e é considerada a única forma de captura direta da Stenella frontalis.
Desta forma, se fazem necessárias ações de conservação para a espécie. Uma delas é a investigação da abundância e captura acidental em pescarias ao largo da África Ocidental. Além disso, pesquisas sobre o tamanho da população, distribuição, tendências e ameaças, e monitoramento das tendências populacionais são importantes para ter mais informações sobre a espécie em questão. Assim, será possível entender melhor as necessidades de conservação da espécie, visto que, hoje, o maior problema para conservação das espécies de pequenos cetáceos costeiros no Brasil é a escassez de supervisão e monitoramento de capturas acidentais e estimativas dos tamanhos populacionais. Além disso, de acordo com Rosa, Zappes e Di Beneditto, 2012, “a insuficiência de informação sobre o esforço de pesca dificulta a estimativa de mortalidade em operações de pesca.”

## Aspectos Culturais

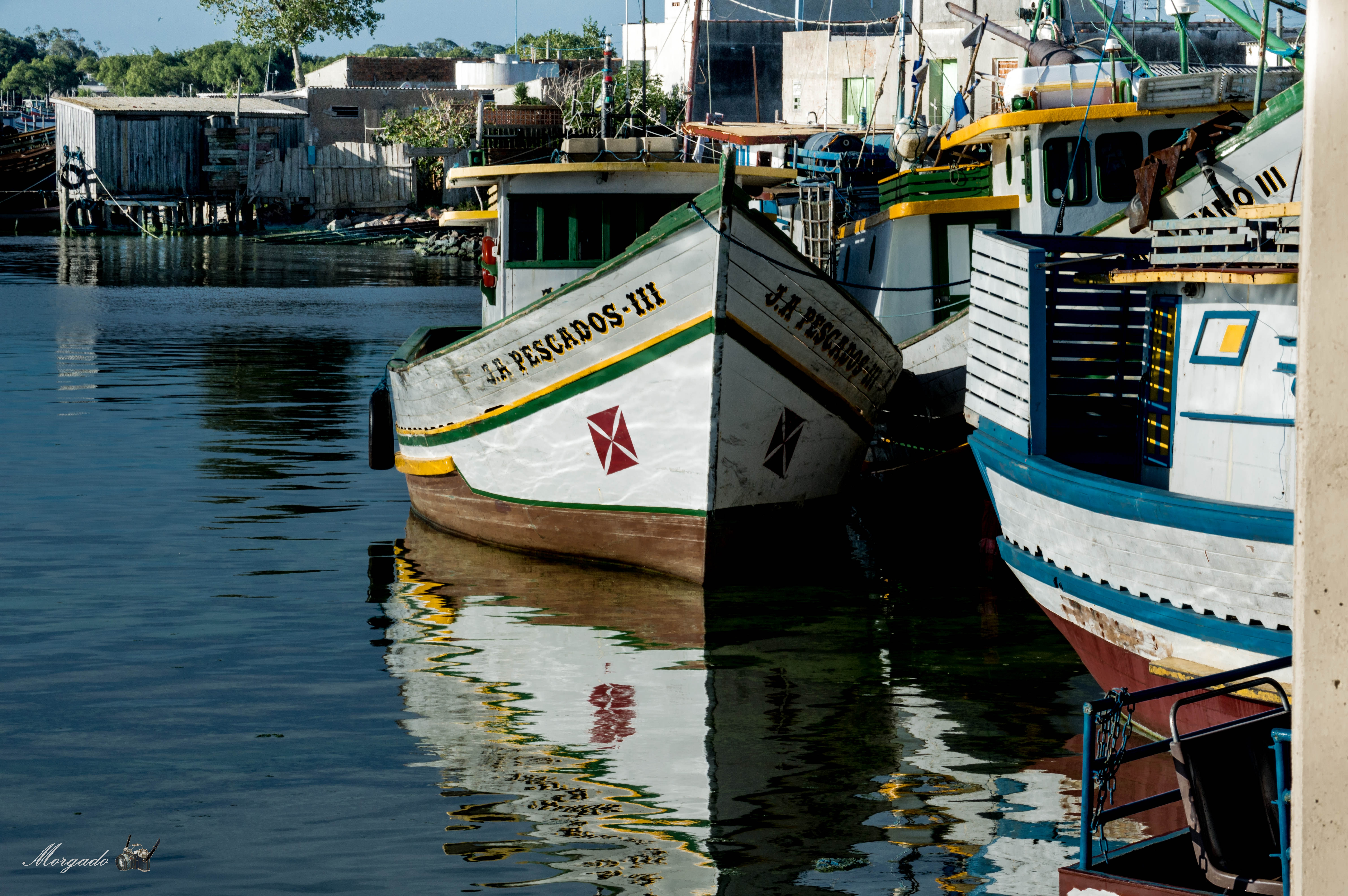
Barco utilizado na Pesca Artesanal

A pesca artesanal é um aspecto cultural passado de geração em geração muito recorrente nos litorais do Brasil, já que também é uma atividade que gera renda para diversas famílias. Dito isso, a utilização de redes de espera para a prática causa interações negativas entre os pescadores e os cetáceos, que acabam mortos. Com a captura acidental, os pescadores, ou descartam a carcaça dos golfinhos no mar, ou utilizam suas musculaturas e gorduras das carcaças para confeccionar iscas que são utilizadas na captura de cação. Sendo que, o consumo de golfinhos não é um aspecto presente na cultura dos pescadores pois o animal possui excesso de gordura no corpo. É importante lembrar que a captura dos golfinhos pelos pescadores artesanais ocorrem apenas de forma não intencional/acidental.

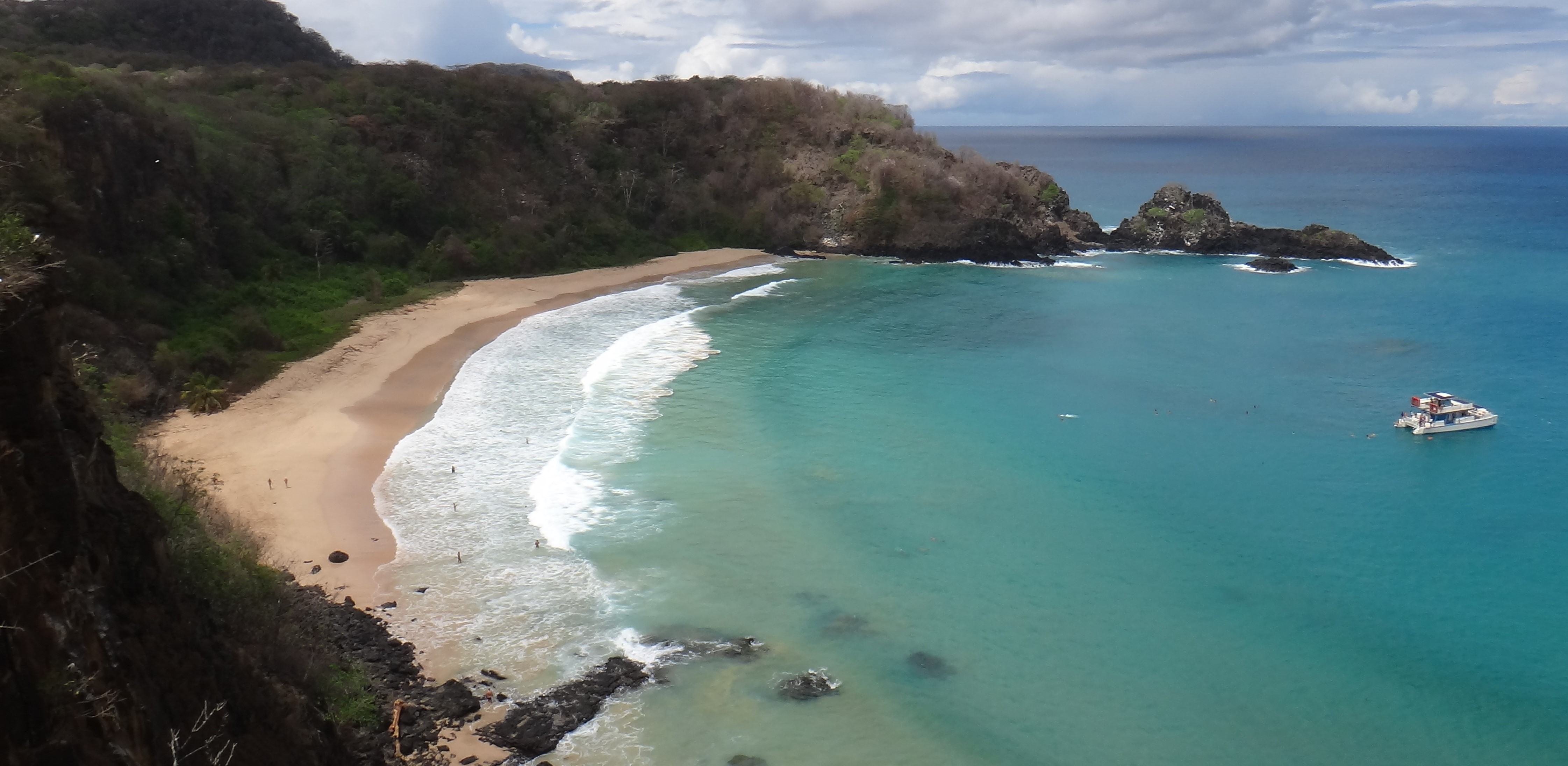
Fernando de Noronha - Mirantes dos Golfinhos

Outro aspecto cultural observado no Brasil e, mais especificamente, em Fernando de Noronha, é o turismo de observação de golfinhos. A observação dos golfinhos é muito comum na região em questão, que é conhecida como um dos melhores locais para a prática, já que há alta presença da espécie. A atividade pode ser realizada tanto através de barcos, como através do Mirante do Golfinhos, onde a trajetória é feita por trilha. Sendo que a observação através do Mirante é considerada mais informativa e educacional por manter equipes de monitoramento em pontos fixos, tornando a atividade de turismo uma aliada à conservação ambiental e à geração de renda para a população local.